# Saku-Pekka Sahlgren
Saku-Pekka Sahlgren, född 8 april 1992 i Karleby, är en finländsk före detta fotbollsmålvakt. Han spelade under sin karriär bland annat för HJK Helsingfors.